# Document de disseny de videojocs
Un Document de disseny de videojocs o Game Design Document (GDD) és un document que deixa per escrit com s'ha fet un videojoc en concret. Allà va tot: idea, versions, desenvolupament, personatges, art, jugabilitat… En definitiva, tot el que compon el producte perquè una empresa de desenvolupament l'agafi per davant i sàpiga de què va el joc i com està fet.

## Cicle de vida
- Alpha: La primera versió del joc. Té el contingut més bàsic i està fet per comprovar i resoldre tots els errors.

- Beta: La primera versió completa del joc, els desenvolupadors congelen les característiques del joc, no agreguen més característiques i només es faran petites edicions o correccions d’errors).

Els desenvolupadors comparteixen aquesta versió a un grup provadors de Betas, Beta Testers (a vegades al públic en general) per a una prova d’usuari. Les persones que la proven comparteixen amb els desenvolupadors els errors que troben i característiques (a vegades sense molta importància) que els agradaria que estiguessin en la versió final.
- Candidat de llançament: La versió candidata de llançament o Silver, és una versió Beta candidata a ser la versió final del joc.

Aquesta és una fase d’estabilització del producte, on totes les característiques del producte han estat dissenyades, provades i codificades a través de cicles de Beta i sense errors greus.
- Disponibilitat general: També dita versió de producció, aquesta versió ha superat totes les etapes de verificació i proves. Els errors que té es consideren acceptables i va directe a producció.

- Alliberament a fabricació: També coneguda com a versió Gold, s'envia una copia de la versió final, també coneguda com a Gold Master o GM, per a la duplicació massiva o duplicació del disc.

Aquesta part també significa que el producte ha sigut lliurat al client per a la seva instal·lació en ordinadors o consoles.
- Disponibilitat General: La comercialització del producte poden incloure proves de seguretat i compliment, així com la localització i disponibilitat mundial.

- Llançament a la Web: Aquest és un medi on el joc utilitza l'Internet per a la distribució.

El fabricant no produeix medis físics i s'estalvia part del procés.
En els últims anys, aquest mètode s'ha fet més comú amb el creixement d’Internet.

## Contingut del document

### Concepte
- Títol: Ha de ser atractiu. A grans trets ha d'incloure el concepte del joc, per la qual cosa podria incloure un subtítol que reforci el títol principal.
- Concepte principal: en què consisteix el joc. Podríem dir que és una breu sinopsi.

- Característiques principals: quins són i per què es converteixen en les seves fortaleses. Podem parlar de: el plantejament, tàctica, dinamisme…

- Gènere: descriu a quin tipus de gènere es relaciona el joc i per què.

- Propòsit i públic objectiu: quina és la finalitat del joc, quins són els trets principals gràcies als quals s'estableixen uns nexes amb el públic.

- Jugabilitat: objectiu dins del joc i quins elements pot trobar el jugador per assolir la meta. Descriure com s'aconsegueixen armes, punts de vida, trucs, paranys i obstacles, recompenses, millores… Estil visual: de què es compon l'estil, quines referències s'han pres, perquè s'ha decidit aquest estil i no un altre.

- Abast: fins on arribarà la seva expansió. Hi haurà segona part? Pegats? DLC?… Plataforma: explicar per a quin tipus de plataforma s'ha dissenyat i per què. Smartphone? PS4? PC?…

- Categoria: comparar el joc amb alguns referents al camp i realitzar una anàlisi DAFO.

- Llicència: explicar si està basat en algun llibre/joc/sèrie/pel·lícula… i si és original explicar per què, com ha sorgit la idea i de si tindrà una franquícia.

- Mecànica: Descriure el control i la jugabilitat del joc: Què fa el jugador? Quin és l’objectiu del joc?

- Tecnologia: Fer una llista dels requeriments del hardware i software que cal per jugar. Des del llenguatge de programació fins a l’editor de so.
- Públic: Clients principals al que va dirigit el videojoc. Es pot indicar el grup de la població com a públic: nens, adolescents, adults. Més recomanable afegir el tipus de jugador com a públic: casual, competitiu, veterà, etc.

Aquest llistat no és aplicable a tots els videojocs.

### Historial de versions
Els canvis dins el document de disseny són presents de forma constant. El número de la versió s'estableix segons la magnitud del canvi, depenent si és un canvi mínim o un més ampli. Per acabar, l’historial no està inclòs en un document de revisions a la mà d’una empresa o un grup de desenvolupament, ja que inclou dates, això està realitzat d’aquesta manera per evitar el judici de la idea del joc com un concepte vell i sense renovar.

### Visió general del joc
Ha d'establir la visió i l'enfocament del joc que guiarà al projecte fins al final del procés. El resum ha d'esmentar el més interessant, els avantatges i l'original del joc. Per què les persones jugarien aquest joc? L'estructura dels paràgrafs és similar a un assaig, una introducció ha d'abastar tots els aspectes importants mentre que els paràgrafs subseqüents han de detallar l'esmentat en la introducció. Al final, la conclusió ha de deixar al lector entusiasmat i emocionat per jugar el joc.

### Mecànica del joc
Aquesta secció descriu el que el jugador pot fer i com pot fer-ho. Descriure les accions del jugador, de preferència en seqüència a com serà en el joc.
- Cambra: Descriure el tipus de cambra que s'utilitzarà. És a dir, quina perspectiva té el jugador davant el que està veient en el joc, si és 3D o 2D, vista isomètrica, en primera persona, etc. Perifèrics: Que perifèrics utilitzarà el jugador per a aconseguir els objectius esmentats? Incloure tots els que apliquin: teclat, mouse, gamepad, micròfon, etc.

- Controls: Descriure els botons i tecles que invoquin les accions esmentades en la secció de Mecànica del Joc.

- Puntuació: Explicar de quina manera el joc es manté al corrent dels assoliments del jugador. Incloure també si existeix una taula de puntuacions que compari els mateixos entre els jugadors, ja sigui de manera local o en línia.

- Guardar/Carregar: Descriure com el jugador guarda el seu progrés dels objectius reeixits en el joc i com pot continuar els objectius pendents. D'igual manera, descriure els dispositius d'emmagatzematge que s'usaran o si el joc té un sistema de contrasenyes.

### Estats del joc
Un estat del joc es refereix al lloc on es troba el jugador durant el joc, és a dir, si el jugador està en el Menú Principal, jugant un Joc Multijugador, està en el Menú de Pausa, etc. Els diagrames han de representar visualment les relacions entre els estats, si del Menú Principal es pot anar al Menú d'Opcions, Com ho fa? Què s'executa? Quina interfície mostra?

### Interficies
Les interfícies donen la pauta a la interactivitat que té el jugador amb el joc, en aquesta secció s'ha de descriure l'aparença del joc, és a dir, la interfície ha de presentar una relació estilística relacionada amb el joc, els nivells, el grafisme, la jugabilitat, l'art empra, etc. No ha de desentonar en cap moment. Tots els estats del videojoc han de tenir la seva pròpia interfície. És fonamental acompanyar aquest apartat amb imatges de referència
- Nom de la pantalla: Menú principal, menú guardat, configuració
- Descripció de pantalla: Per a què serveix
- Estat del joc: Fer una llista de tots els estats de joc que invoquin aquesta pantalla així com també els estats que es puguin invocar en ella. Imatge Una imatge que mostri en concepte com es veuria la pantalla.

### Nivells
Els jocs comunament es divideixen en nivells o en mapes seqüencials dins dels quals s'ha de complir amb uns certs objectius per a progressar en el joc. Existeixen jocs en els quals els nivells només canvien a raó de la dificultat i els propòsits continuen sent els mateixos, d'igual manera s'han de descriure aquests canvis en aquesta secció:
- Títol del Nivell: El nom del nivell.
- Trobada: Descriure si és el primer nivell, un tutorial, etc. En altres paraules, és una descripció detallada del nivell.
- Objectius: Aquest camp ha d'incloure si el jugador ha de resoldre unes certes endevinalles o derrotar a un cert enemic per a progressar.
- Enemics: Si el nivell té enemics que el jugador ha d'enfrontar, aquests és allisten en aquest camp, en cas contrari aquest camp pot ser omès.
- Ítems: Enumerar els objectes que el jugador o els enemics poden usar i que apareixen en aquest nivell, aquest camp es pot ometre si no existeixen aquests objectes.
- Personatges: Els personatges que apareixen en el nivell, d'igual manera, aquest camp pot ser només si no existeixen personatges en el joc.
- Música i Efectes de So: Descriure la música d'aquest nivell igual que els efectes de so d'ambient que conté.
- Referències de BGM (Background music) i SFX (Special Effects): Escriure totes les referències que apliquin respecte a la música de fons i efectes de so descrits en la secció de Música i Sons.

### Progrés del joc
Enumerar de manera seqüencial o per mitjà d'un diagrama de flux els esdeveniments o nivells que el jugador ha de passar per a progressar en el joc. Existeixen jocs que tenen diferents maneres de joc, en aquest cas calen diverses llistes o diagrames.

## Personatges
Els personatges de videojocs són complexos i estan plens de detalls gràfics que mostren realisme. Parteix d'estar dotat de personalitat i tenen històries complexes al llarg de la trama del videojoc.

### Crear personatges per a jocs
- Personalitat: és necessari definir la seva essència dins el joc, una manera de fer-ho és definint el seu rol; si és un tanc, assassí, aventurer…A partir d'aquí es definirà la seva història, el seu rerefons i la seva trajectòria, tot això ajudarà per conèixer millor el personatge. La seva manera d’actuar i comportar-se serà definida per aquest caràcter,

- Aspecte: Depenen del seu arquetip, ens pot determinar la seva estructura corporal, a més de buscar referències i documentació per tenir fonts que ajudaran a definir millor al personatge.

- Estil visual: S'ha de definir primer els requisits del nostre joc, per si això defineixi l’estil del personatge i perquè l'adequació sigui correcta.

- Thumbnails: Per establir un procés de disseny, es necessiten fer proves, esbossos (thumbnailing).[1] Explorar sense massa detall el que es tractarà al videojoc, com la recerca d’un perfil efectiu i reconeixible, hi ha característiques que fan a un joc més reconeixible entre d'altres, hi ha jocs amb perspectives superiors com per exemple el League of Legends,[cal citació] on només veus al teu personatge d'espatlles. Son elements que fan un joc més efectiu i distintiu entre els altres.

- Paleta de colors: L'elecció d'una paleta de colors adequada és vital. Hauria de ser perfectament recognoscible enfront de qualsevol entorn en el qual es desenvolupi l'acció

- Identitat: El personatge haurà d'estar dotat d’elements definitoris que ens permeti entendre la seva identitat ràpidament, se sol recórrer a l'exageració. Un estudi de llenguatge corporal, i del seu moviment a través de l'entorn ajudarà enormement també als animadors a donar-li vida.

## Enemics
Els enemics són els antagonistes, les seves accions i/o els seus propòsits són oposats al de l'heroi o protagonista, l'objectiu del qual és impedir o obstaculitzar el pas d'aquest.
El conjunt que engloba tots els enemics d'un videojoc es diu bestiari.
Un gran bestiari està acuradament elaborat i equilibrat, des del principi del joc fins al final. Per a fer un bestiari, es necessita una àmplia varietat de dissenys visuals, però també una gamma de mecàniques i comportaments de IA que mantinguin al jugador adaptant-se i aprenent.
L'aparença pot ser diferent, segons l'estil de joc que s'estigui creant i quin sigui l'objectiu, i també hi ha molt d'espai per a l'estil personal d'un estudi.
Quant al disseny del bestiari hi ha dos factors que ajuden a fer que lluitar contra els enemics d'un videojoc sigui més entretingut.
- Disseny visual: L'aparença física dels enemics fan una gran diferència. Els enemics visualment cridaners són genials per a despertar l'interès inicial del jugador. També pot ajudar a mantenir als jugadors tancats si un joc continua revelant molts dissenys únics d'enemics al llarg del temps.

- Disseny mecànic: Cada enemic té la seva funció en el videojoc, des del més simple d'eliminar al més difícil. Solen suposar un desafiament depenent de la fase en la qual es trobi el jugador, si acaba de començar a jugar l'enemic serà simple i intuïtiu, i possiblement el més comú i que amb major freqüència apareixerà al llarg de l'aventura, com per exemple el Goombas de la saga Super Mario Bros; en canvi, enemic si el jugador avança en el videojoc eventualment es trobarà amb enemics suposaran un esforç per a aquest.

## Habilitats
Les habilitats són accions especials que els personatges poden realitzar i destaquen de les accions i moviments normals del jugador, com ara atacs bàsics, moure's o saltar.
En dissenyar habilitats, cal tenir en compte sobretot la progressió, el balanç i la satisfacció, entre d'altres propietats. No tan sols els personatges que controlem usen habilitats, sinó que els enemics i altres personatges també en tenen. En la majoria de jocs, les habilitats són les que diferencien principalment els diferents personatges i els fa únics, per la qual cosa és important dissenyar-les d'acord amb els seus portadors.
A l'hora de dissenyar la progressió i la manera com es desbloquegen les habilitats, és preferible ser creatiu i fer-ho interessant, ja sigui a través d'arbres d'habilitats, habilitats inherents a armes o qualsevol altre mètode.
Respecte al balanç i la satisfacció és important dissenyar habilitats pensant en les altres que té el personatge, de manera que a l'hora de combinar-les sigui satisfactori i no resulti en combinacions desequilibrades.
En la majoria de gèneres també és important tenir certa varietat d'habilitats, com habilitats ofensives, defensives, potenciadores...

## Armes
Una arma és qualsevol eina o instrument creat amb el propòsit d'atacar un altre ésser o defensar-se d'un atac. Es poden utilitzar per amenaçar, per combatre, per ferir i fins i tot per matar.
Als videojocs, les armes són elements molt presents en jocs de combat i de guerra. Moltes armes de videojocs estan preses directament de la realitat i simulen el seu comportament real, d'altres són versions estilitzades i espectaculars d'armes reals i també apareixen armes imaginàries o fictícies que no es troben o serien impossibles a la vida real.
Tipus d'armes:
- Primitives: Són les armes construïdes amb pedres, fusta i ossos, són les més antigues de totes.

- Armes blanques: Armes creades amb una fulla metàl·lica esmolada, fetes per a tallar o punyir a l'oponent.

- Armes de foc: Són armes que disparen bales o projectils al seu objectiu (llarga o curta distància).

## Ítems
Els ítems són objectes que aporten alguna cosa al jugador, ja sigui més vida, més poder, obtenir algun tipus d'informació, etc. Els ítems estan escampats pel joc en llocs específics, pensats perquè el jugador hi passi i l'ajudi d'alguna manera a avançar en el joc o almenys facilitar-lo. Hi ha diversos tipus d'ítems, però els més característics són:
- Ítems de vida: Aquesta classe d'ítems et recuperen una part o tota la vida/energia.

- Ítems d'atac o defensa: Aquests ítems serveixen per atacar o defensar-se dels enemics del joc, o millorar les habilitats que ja tens dins del joc per atacar més efectivament o aguantar millor els cops.

- Ítems d'informació: També poden ser útils a l'hora d'afegir contingut addicional, tant per al gameplay com per a la història del joc, servint com a pistes per trobar la sortida d'un lloc o informació de la història.

De manera involuntària, poden donar un afegit de rejugabilitat, per si el jugador s'anima a trobar tots els ítems dins del joc. També poden servir per balancejar la dificultat del joc.

## Guió
El guió d'un videojoc es centra a esquematitzar un conjunt d'esdeveniments per donar significat a les accions que el jugador podrà prendre.
Aquests guions de videojoc s'utilitzen per crear diferents tipus de recursos:
- Cutscenes - es tracta d'escenes animades, amb diàleg o sense, que aporten contingut narratiu lliure de les limitacions del joc. Les Cutscenes es divideixen entre: 
  - Simple Cutscenes: són escenes animades en què s'utilitzen els recursos de gameplay del projecte (la mateixa música, efectes i animacions que al gameplay). S'utilitzen per generar contingut narratiu de baix impacte.
  - Hero Cutscenes: es tracta d'escenes en què no hi ha limitació sobre el tipus de material a utilitzar, i pot requerir la creació de contingut especialitzat per a aquestes. Es fan servir per generar contingut narratiu d'alt impacte.
- Dialogables - es tracta de Situacions en què en apropar-nos a un personatge podem interactuar amb aquest; això pausarà el món, i llençarà un petit diàleg entre el jugador i el personatge que aportarà contingut narratiu.
- Narrative - El jugador crea la seva història i, per tant, no es pot plantejar un guió. En aquest cas s'utilitza la narrativa per a incentivar a l'usuari a seguir un camí, tot i que l'experiència entre un jugador i un altre pot variar exageradament.
- Personatges - El disseny d'un personatge pot estar influenciat pel guió. El perfil i la biografia de cadascun s'ha de preparar prèviament, i passa a formar part del lore del món.
- Altres textos - Algunes vegades s'ha vist com per a entrar a l'inventari el protagonista obre una motxilla i li fa una ullada, o per avisar a l'ambulància en el GTA utilitzem el telèfon mòbil per realitzar una trucada.[3] Aquestes varies interfícies tenen un sentit darrere el qual es considera part del guió.

Com que els videojocs no sempre són lineals, els guions, a més, tenen una sèrie de precondicions que s'han de donar perquè la Cutscene passi o els Dialogables estiguin disponibles. L'aplicació d'aquests guions al disseny de nivells s'anomena Narrativa.

## Fites
Llista tots els assoliments que pot obtenir el jugador i explicar-los. Veure si hi ha assoliments que es poden convertir en premis, punts o items.

## Codis Secrets
Descifrar els codis secrets que el jugador pot ingressar, el que fan i com son introduïts.

## Música i so

### So
En el mon dels videojocs, dissenyar els sons es refereix a crear i posar elements auditius dintre del videojoc.
En els orígens del disseny de videojocs, utilitzaven els pocs recursos tècnics de què disposaven les companyies per poder tenir sons molts bons perquè el videojoc fos atractiu per als usuaris. En el videojoc Pong contava amb sons molt senzills cada cop que la pilota tocaba les parets.
Si no hi hagués algú creant la música i els efectes sonors per a videojocs, tothom hauria de tirar de biblioteques de sons ja existents.
Els aspirants a dissenyadors de so primer han de rumiar si és la feina que desitgen fer.
Actualment es poden trobar una pila de recursos per poder aprendre a crear sons. Això és degut al fet que la creació de sons, és una feina molt més tècnica del que algú es podria pensar: requereix d'aprenentatge i familiaritzar-se amb tot tipus de software, hardware i altres tècniques.
També els dissenyadors de so podran utilitzar una gran quantitat de software bàsic del sector mentre finalitza projectes que després podrà incloure'ls al seu portfolio i augmentar les possibilitats de impressionar als observadors durant el procés de contractació.
Els dissenyadors de sons solen col·laborar amb els compositors perquè els ajudin a crear i editar música per al videojoc.
Els dissenyadors de sons desenvolupen la major part dels seus projectes als ordinadors. Avui dia hi ha diferents eines que donen avantatge als creadors de sons.
Els sons dintre dels videojocs son molt importants, des dels sons més bàsics com la càrrega d’una arma fins als jingels icònics com els dels puzzles de The Legend of Zelda, els efectes sonors hi són perquè els elements del videojoc cobrin vida.

### Música
Des dels començaments del segle XXI, la música en els videojocs ha sigut considerada com un gènere musical per el simple fet de tractar-se de música programada.
En un principi la música en els videojocs no estava integrada en el mateix joc, sinó que es magatzemava en memòries físiques externes com cassets i discs de vinil. Aquests components eren cars i fallaven amb continuïtat. El Roland MT-32 un sintetizador extern amb mes capacitat del processador que els propis ordinadors de l'època millorava la qualitat de la música en el videojoc.
En el 1985 es va treure un dels primers ordinador personals domèstics; Commodore Amiga, incorporava un xip de so amb quatre convertidors digital-anàlogic de 8 bits que permetia envés de simplement generar un forma d'ona que sones simple va permetre que es poguessin reproduir petites mostres gravades residents dins el xip de so, fent que fos dels primers en ser assequible amb les característiques per als compositors de música seqüencial.
Hi han diferents formes en la que les empreses de videojocs utilitzen la música per integrar al jugador dins del seu joc;
En Sonic CD Arxivat 2021-03-05 a Wayback Machine.(1993) la música era una pista d'audio gravada dins del joc mentre es jugava.
En Kiler Instinct(1994) la música estava pensada per quan feias un combo amb el personatge la música seguia el ritme dels cops integrant al jugador dins del joc a un altre nivell.
Avui en dia gairebé totes les empreses de videojocs opten per contractar un compositor per crear la seva banda sonora dins del joc on molts cops ha sigut tan icònica que la gent reconeix el joc únicament per la seva melodia(Halo 2001).

## Imatges de concepte
Aquesta secció està composta per totes les imatges de nivells, personatges, objectes, etc. Totes enumerades i amb títol.

## Més informació sobre aquest text d'origen
Cal el text d'origen per obtenir informació addicional sobre la traducció
Envia suggeriments

## Mecàniques del joc
Explica què pot fer i què no pot fer el jugador. A part d'això estableix els punts següents:
- Tipus de càmera: 2D, 3D, isomètrica, POV

- controls
- puntuació
- guardat i càrrega
- jugabilitat
- nivells
- intensitat
- trampes
- habilitats
- recursos limitats
- progressió del jugador
- planificació de la batalla (o interacció amb l'oponent)

## Membre D'equip (Fases)
En la part de membres de l'equip podem dividir en tres grans fases:
preproducció<Producció<post mortem
La primera persona que va sorgir aquesta idea va ser Huddle, es tracta de seguir un procés específic para desenvolupar el videojoc amb les següents característiques.
- Àgil
- Òptim
- Iteratiu
- Incremental
- Evolutiu
- En el procés del Huddle es pot utilitzar per a equips multidisciplinaris de 5 a 10 persones o menys de 5 que complir qualssevol elements anteriors.

### Fases
- Preproducció: A la fase de preproducció té com a objectiu migrar la idea del dissenyat al Feature Logging (característiques) i al Sprint Planning (Objectiu). La planificació és molt important per obtenir un producte de qualitat i que sigui desenvolupat dins del temps i cost estimats.

- Elements que ha d'induir
  - Gènere
  - Història
  - Esbossos
  - Game Play
  - Look and Feel
  - Interfície d'usuari
  - Objectius
  - Requisits tècnics
  - Màrqueting
  - Pressupost

- Producció: És la fase més important i més llarga durant el projecte, a més d’això és una durada dificultosa per la confluència d'activitats diverses. Hi participen multitud de professionals de diferents àmbits.

- Proses dins de la producció
  - Disseny del joc: Especificar els elements que compondran el joc, donant una idea clara a tots els membres del grup desenvolupador de com són.
  - Disseny artístic: Encarrega de dissenyar elements gràfics, història, producció de so i interfície, i es forma una bíblia d'art.-
  - Disseny mecànic: En aquesta fase es marquen les pautes d’interacció amb el joc, les normes internes i el tipus de comunicació que s'ha de donar en cas que la destinació del joc sigui l’entorn online.
  - Motor del joc: Fa referència a una sèrie de rutines que permeten la representació de tots els elements del joc, és la part més costos i duradors. L'art i els guions del joc no funcionaran mai sense un motor del joc.
  - Disseny tècnic: La part on encarrega disseny de la pàgina si està en plataforma, joc online, joc mòbil, ordinador...
  - Implementació: Té com a missió organitzar de manera coherent totes i cadascuna de les peces elaborades i planificades fins ara, generant un engranatge perfecte que necessita el motor de joc previst perquè tot funcioni.
  - Proves Alphas: La fase on testeja els errors i informar-los
  - Proves Betas: És la fase de prova final on aquesta incloïa tot les variacions del contingut.
  - Gold Master: És la còpia definitiva, amb aquesta denominació és com es coneixien el joc que es publicarà i enviarà a la fàbrica per a la seva producció amb tot el contingut d'art i manuals d'usuari.

- Post mortem: Per realitzar aquesta fase els equips ha de realitzar una activitat que es diu End Game, on analitzen la part positiva i la part negativa del joc.

La pregunta pot ser el següent:
- Què va sortir bé?
- Què va sortir malament?
- Quins obstacles es van presentar?

Aquest report se servirà per al joc següent.

## Detalls de la producció
És la memòria del projecte. Consisteix en redactar com ha estat el procés de producció del videojoc. Inclou per exemple:
- Data d’inici
- Data de finalització
- Pressupost
- Diagrames: Gantt (temps de producció) i Pert (estandardització de treball en equip)